# 安德烈亞·阿爾納博爾迪
安德烈亞·阿爾納博爾迪（Andrea Arnaboldi，1987年12月27日—）是一位義大利職業網球運動員。

## 外部連結
- 安德烈亞·阿爾納博爾迪（英文/西班牙文）的官方資料
- 安德烈亞·阿爾納博爾迪的國際網球總會 職業／青少年 官方資料（英文）
- 安德烈亞·阿爾納博爾迪的官方資料（英文）